# Związek Organizacji Wojskowych
 (septembre 2016).
Si vous disposez d'ouvrages ou d'articles de référence ou si vous connaissez des sites web de qualité traitant du thème abordé ici, merci de compléter l'article en donnant les références utiles à sa vérifiabilité et en les liant à la section « Notes et références ».
Związek Organizacji Woskowej (Union des Organisations armées), en abrégé ZOW, est une organisation de résistance clandestine créée par Witold Pilecki en 1940 au sein du camp de concentration d'Auschwitz.

## Origines

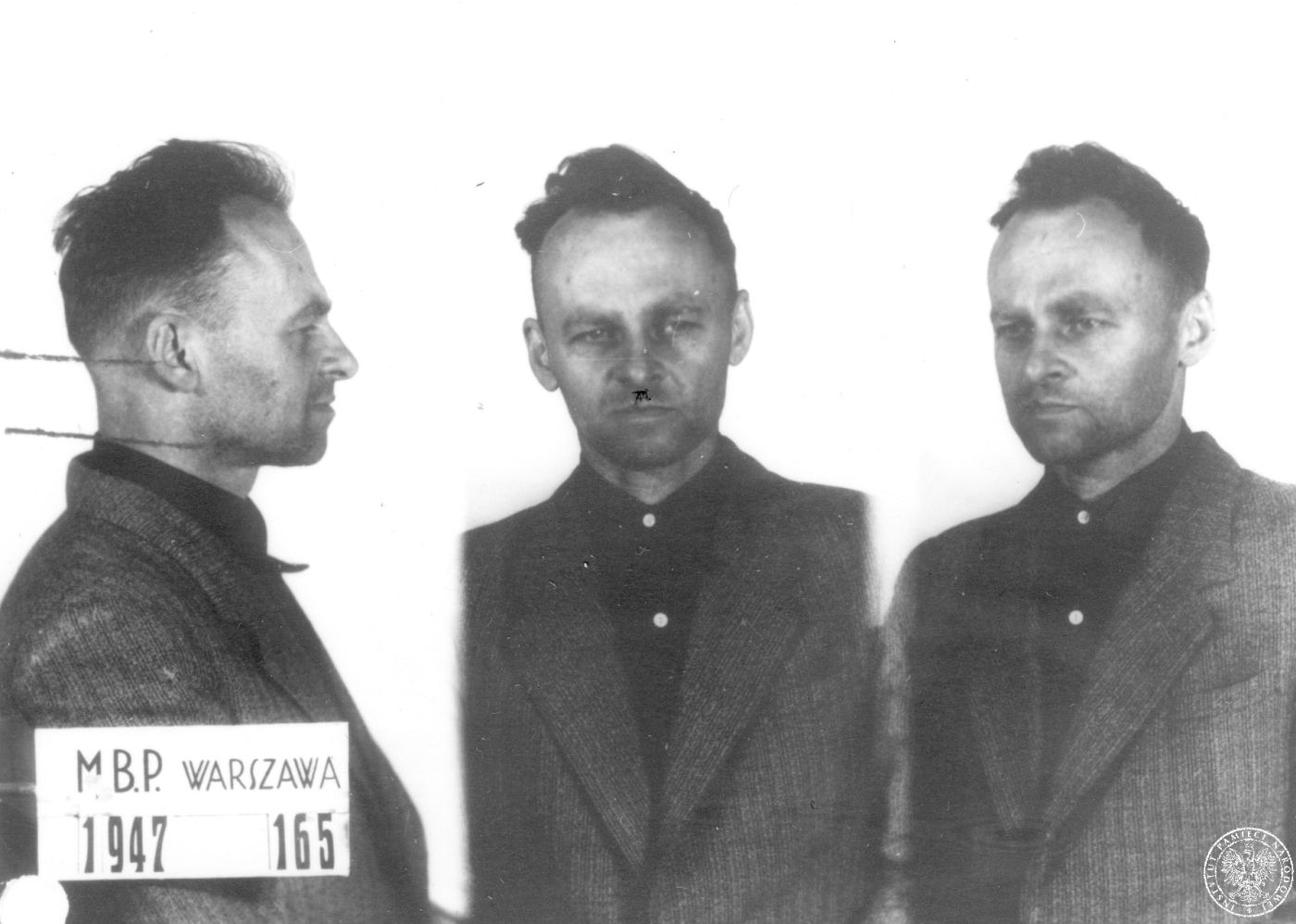
Witold Pilecki en 1947

En 1940, Witold Pilecki, membre de l'organisation de résistance Tajna Armia Polska (Armée secrète polonaise, en abrégé TAP, renommée plus tard Armia Krajowa (Armée de l'intérieur, en abrégé AK), conçoit un plan pour pénétrer à l'intérieur du camp d'Auschwitz, y recueillir des renseignements et mettre en place un mouvement de résistance au sein des détenus. Ce plan est approuvé par ses supérieurs qui lui remettent une fausse carte d'identité au nom de Tomasz Serafiński. Le 19 septembre 1940, Pilecki se laisse délibérément prendre dans une rafle (Łapanka) organisée par les Allemands à Varsovie et il est envoyé à Auschwitz. Il est la seule personne connue à s'être volontairement fait emprisonner à Auschwitz.

## Constitution du réseau au sein du camp
Une fois interné, Pilecki, connu sous son faux nom de Serafiński (matricule 4859), commence à mettre en place les réseaux qui constitueront la ZOW. Celle-ci devient la branche de l'Armia Krajowa à Auschwitz, et se donne pour objectifs de collecter des renseignements, mais aussi de soutenir le moral des détenus, de leur fournir des nouvelles de l'extérieur, et de distribuer des vêtements ainsi que des rations supplémentaires de nourriture.
L'organisation de la ZOW repose sur un réseau de cellules composées chacune de cinq agents, qui ignorent l'identité des camarades membres des autres cellules. La première cellule est rapidement constituée par des membres de la TAP :
- le lieutenant-colonel Władysław Surmacki (pl), matricule 2795, chef de la cellule ;
- le Dr Władysław Dering, matricule 1723 ;
- Jerzy Hlebowicz, en fait le capitaine Jerzy de Virion, matricule 3507 ;
- Eugeniusz Obojski, matricule 0194 ;
- Roman Zagner, matricule inconnu.

Si la ZOW est une branche de l'armée polonaise, elle ne limite pas son recrutement aux nationaux, et elle accueille également des Juifs non-polonais. Leur nombre reste toutefois limité en raison de leur espérance de vie bien plus courte que celle des Polonais non-juifs. La ZOW se développe rapidement et parvient à recruter des détenus employés au sein de l'administration du camp, de l'infirmerie ou des Sonderkommando (chargés de brûler les corps). L'organisation possède sa propre police interne pour détecter et juger les traîtres, elle met aussi en place des filières d'approvisionnement et de communication avec l'extérieur. Grâce à des civils habitant près du camp, la ZOW réussit régulièrement à se procurer du matériel médical. L'une des cellules parvient même à fabriquer un récepteur radio, caché dans l'hôpital du camp.
Plusieurs organisations clandestines de moindre taille rejoignent la ZOW. À l'automne 1941, le colonel Jan Karcz (en) est transféré au camp annexe de Birkenau, qui vient d'être créé, et il y constitue de nouvelles cellules. Au printemps 1942, l'organisation compte plus d'un millier de membres, y compris des femmes et des non-Polonais. Elle est présente dans la plupart des camps annexes. Cependant, à partir de 1942, la Gestapo intensifie sa lutte contre la ZOW, et de nombreux membres sont éliminés.

## Transmission de rapports aux Alliés
Dès le mois d'octobre 1940, la ZOW fait parvenir au quartier-général de l'Armia Krajowa des rapports sur l'organisation du camp et les méthodes d'extermination. Le premier de ces rapports arrive aux responsables de la résistance polonaise en novembre. Grâce à un émetteur à ondes courtes caché dans le Block 11, des informations sont aussi envoyées directement au gouvernement polonais en exil à Londres. À partir de mars 1941, les rapports de Pilecki sont transmis par l'Armia Krajowa au gouvernement en exil, qui les communique au gouvernement britannique ainsi qu'aux autres nations alliées. Pourtant, pendant presque toute la durée de la guerre, ces rapports ne furent pas pris au sérieux par les services de renseignement alliés, qui les jugèrent excessifs.

## Échec des tentatives de soulèvement
Comptant sur l'aide des Alliés, Pilecki prépare un soulèvement du camp. Il espère obtenir un parachutage d'armes ou de troupes (notamment de la 1re brigade polonaise indépendante de parachutistes, constituée à Glasgow en septembre 1941), ou une attaque terrestre de l'Armia Krajowa. Les troupes de Pilecki s'entraînent méticuleusement pour être capables de neutraliser les gardes, dans l'éventualité d'un soutien allié. Toutefois, Pilecki comprend progressivement qu'aucune aide extérieure ne viendra jamais. Il décide de s'évader, dans l'espoir de rejoindre l'Armia Krajowa et de convaincre ses chefs d'attaquer le camp.
Dans la nuit du 26 au 27 avril 1943, alors qu'il est affecté à la boulangerie (en dehors de l'enceinte du camp), il s'enfuit en compagnie de deux camarades, après avoir neutralisé le garde qui les surveillait, coupé la ligne téléphonique et emporté des documents volés aux Allemands. Les trois hommes se sont munis de capsules de cyanure au cas où ils seraient capturés.
Après s'être cachés plusieurs jours grâce à l'aide de paysans des environs, ils parviennent à contacter un responsable de l'Armia Krajowa. Un nouveau rapport détaillé de Pilecki est transmis au gouvernement britannique, mais celui-ci refuse de soutenir un soulèvement du camp : une opération aérienne est considérée comme trop risquée, et les informations relatives aux atrocités commises par les nazis sont une nouvelle fois considérées comme de grossières exagérations. De son côté, l'Armia Krajowa estime n'avoir pas les effectifs suffisants pour mener à bien un assaut du camp.
En octobre 1944, la ZOW apporte son aide à la révolte des Sonderkommando juifs d'Auschwitz (7 octobre) en fournissant les explosifs.

## Exécution de Pilecki par le régime communiste polonais

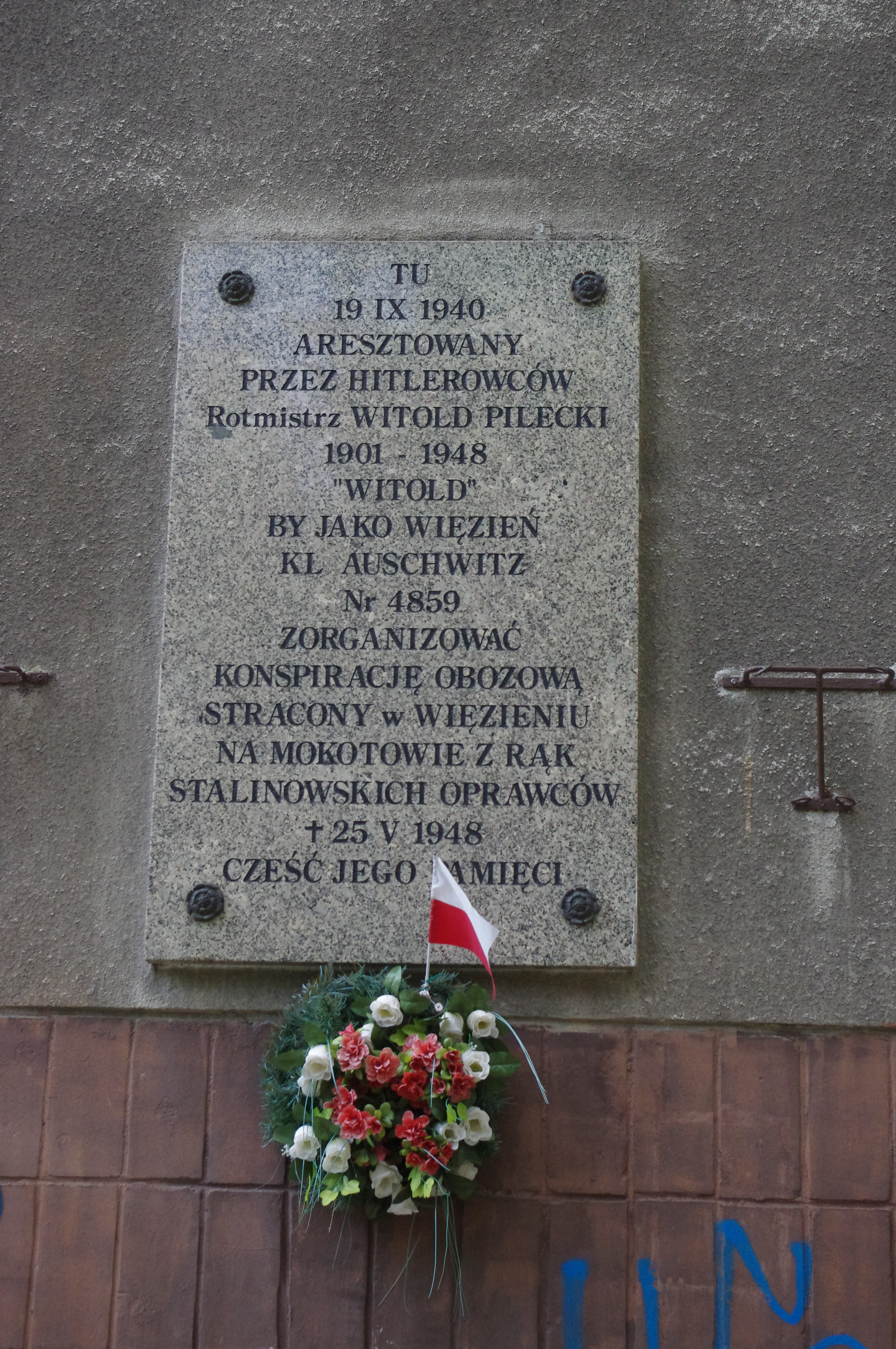
À Varsovie, plaque en hommage à Witold Pilecki

Le 8 mai 1947, Pilecki est arrêté par le Service de sécurité intérieure (UB). Accusé de franchissement illégal de la frontière, de port illégal d'armes et d'espionnage au profit des puissances impérialistes, il est condamné à mort et exécuté le 25 mai 1948 à la prison de Mokotow à Varsovie. Il sera réhabilité par la Cour suprême de Pologne en 1990.